# Mécaniques fatales
« Mortal Engines » redirige ici. Pour l'adaptation filmée, voir Mortal Engines.
Mécaniques fatales (titre original : Mortal Engines) est un roman de science-fiction écrit par Philip Reeve, publié en 2001 puis traduit en français et publié en 2003. Il est le premier volume de la série de livres Tom et Hester (Mortal Engines Quartet).
Le roman a été adapté au cinéma sous le titre Mortal Engines.

## Résumé
Vers 3100, dans un monde post-apocalyptique dangereux et inhospitalier, des cités motorisées et montées sur roues se livrent à une chasse effrénée   contre  les villages nomades pour leur ressources. Leur seule façon de subsister est de s'entre-dévorer. Londres, l'immense locomopole, est devenue une ville prédatrice.

## Personnages
- Hester Shaw

- Tom Natsworthy

- Thaddeus Valentine

- Anna Fang

- Shrike

- Bevis Pod

- Katherine Valentine

## Suite
L'Or du prédateur
Machinations infernales
Plaine obscure

## Adaptation cinématographique
Mécaniques fatales a fait l'objet d'une adaptation au cinéma, intitulée Mortal Engines. Celle-ci a été réalisée par Christian Rivers, coscénarisée par Peter Jackson, Fran Walsh et Philippa Boyens, et sa sortie a eu lieu fin 2018.